# غريتا مورغان
غريتا مورغان (بالإنجليزية: Greta Salpeter)‏ هي عازفة بيانو ومغنية أمريكية، ولدت في 12 فبراير 1988.

## وصلات خارجية
- غريتا مورغان على موقع ميوزك برينز (الإنجليزية)
- غريتا مورغان على موقع ديسكوغز (الإنجليزية)